# Go-Suzaku
Go-Suzaku (jap. 後朱雀天皇, Go-Suzaku-tennō; * 14. Dezember 1009; † 7. Februar 1045) war der 69. Tennō von Japan (1036–1045).
Sein Eigenname war Atsunaga (敦良). Er war der dritte Sohn des Ichijō-Tennō und der jüngere Sohn von zwei Söhnen der Kaiserin Fujiwara no Shoshi, deren Vater Fujiwara no Michinaga war.
Eine Frau Go-Ichijōs war auch eine Tochter Michinagas, doch seine Gemahlin, die Prinzessin Teishi (禎子内親王, -naishinnō), war eine Tochter des Sanjō-tennō.
Während seiner Regierung erreichte die Macht Fujiwara no Yorimichi und seines Clans den Höhepunkt.
Go-Suzaku war der Vater des Go-Reizei-tennō (mit der Tochter Michinagas) und des Go-Sanjō-tennō (mit Prinzessin Teishi). Nachfolger war sein Sohn Go-Reizei.